# Ministerio del Poder Popular para Vivienda, Hábitat y Ecosocialismo
El Ministerio del Poder Popular para Vivienda, Hábitat y Ecosocialismo fue uno de los organismos que conforman el gabinete ejecutivo del gobierno venezolano.
Surge de la fusión del Ministerio del Poder Popular para Vivienda y Hábitat con el Ministerio del Poder Popular para el Ambiente.
Para abril de 2015 el presidente de Venezuela Nicolás Maduro resuelve nuevamente restaurar las entidades ministeriales habidas antes de septiembre de 2014, aunque una de ella con una denominación distinta.

## Órganos y Entes Adscritos al Ministerio
- Fundación Nacional de Parques Zoológicos y Acuarios de Venezuela
- Instituto Nacional de Parques
- Instituto para el Control y Conservación de la Cuenca del Lago de Maracaibo (ICLAM)
- Instituto Nacional de la Vivienda
- Misión Árbol
- Sistema Nacional de Vivienda y Hábitat
- Banco Nacional de la Vivienda
- Compañía Nacional de Reforestación (Conare)
- Hidroven

## Ministros
| Ministros de Vivienda, Hábitat y Ecosocialismo de Venezuela |                                 |             |                |
| Orden                                                       | Nombre                          | Período     | Presidente     |
| 1                                                           | Ricardo Antonio Molina Peñaloza | 2014 - 2015 | Nicolás Maduro |